# Les Intergalactiques
Ne doit pas être confondu avec Les Galaxiales.
Les Intergalactiques est un festival de science-fiction et de l'imaginaire, créé en 2012 par l'association loi de 1901 AOA Prod et Julien Jal Pouget, se déroulant sur plusieurs sites de Lyon dont principalement la MJC Monplaisir.
L'événement propose, entre autres, des projections de film (longs et courts métrages), un salon du livre et de la microédition (roman, bande dessinée et illustration), des expositions, des tables rondes, des rencontres, des entretiens, des jeux de rôle, des concerts, de la réalité virtuelle et vide-greniers du geek.

## Éditions
- Édition 0 : « Rétro-futur 2000 » (10 au 14 juin 2009)
- Édition 1 : « Space Op » (25 au 30 avril 2012)
- Édition 2 : « Cyberpunk » (du 25 au 31 octobre 2013)
- Édition 3 : « Post-écologie » (du 23 au 29 octobre 2014)
- Édition 4 : « Tempus fugit » (du 21 au 25 octobre 2015)
- Édition 5 : « Sci-fi in the UK » (du 12 au 15 mai 2016)
- Édition 6 : « Imperium » (du 21 au 30 avril 2017)
- Édition 7 : « Feminae Futurae » (du 13 au 22 avril 2018)
- Édition 8 : « Chute & Apocalypse » (du 25 au 30 avril 2019)
- Édition 9 : « La Forme de l'Autre » (du 10 au 15 avril 2021)
- Édition 10 : « No future ! » (du jeudi 21 au mardi 26 avril 2022)[3]
- Édition 11 : « Libido Sciendi » (du jeudi 13 au mardi 18 avril 2023)[2]
- Édition 12 : « Du Pain et des Jeux » (du jeudi 18 au mardi 23 avril 2024)[1]
- Édition 13 : « Que faire ? » (du vendredi 25 au dimanche 27 avril 2025)[4]

## Prix

### Prix René Barjavel
Un prix René Barjavel est organisé chaque année par l’association AOA Prod, qui récompense la meilleure nouvelle sur un thème choisi :
- 2012 : pas de thème : Inculture de Hugo Ferrante
- 2013 : thème « L’Homme augmenté » : Impress Genetic Inc. de Élodie Boivin
- 2014 : thème « Éco-système(s) » : La Boiffouille de Eric Vial-Bonacci
- 2015 : thème « Le voyageur imprudent » : Ctimene ou les meilleures intentions de Eric Morlevat
- 2016 : thème « L’empire galactique vous ment » : Inactivité Paranormale de Jonathan Carcone
- 2018 : thème « Lettre ouverte aux vivants qui veulent le rester » : La Coupole de Céline Maltère
- 2019 : thème « La fin du monde soudainement, et puis le monde enfin eut une réaction… » : Mazuku de Atmann Bonnaire[5]
- 2020 : thème « Il y a quelqu’un qui vit dans ma tête, et il ne vit pas dans ce siècle-ci » : Christine | de François Capet
- 2021 : thème « L’humanité a un destin étoilé qu’il serait bien dommage de perdre sous le fardeau de la folie juvénile et des superstitions infondées » : Heliostalgia de Nils Lisnic
- 2022 : thème « Bienvenue sur ces terres déshydratées, Bienvenue dans ce nouvel âge d’or, Adieu à une galaxie de rêves abandonnés » : L’Avatar de Christine Barsi

### Prix du court métrage
Un prix pour le meilleur court métrage est décerné. Pour la dixième édition, en 2024, 10 films sont projetés sur deux séances, devant un jury de quatre membres.
- 2024 : I'm not robot (22 min) de Victoria Warmerdam,  Pays-Bas